# Satsuma (Frucht)

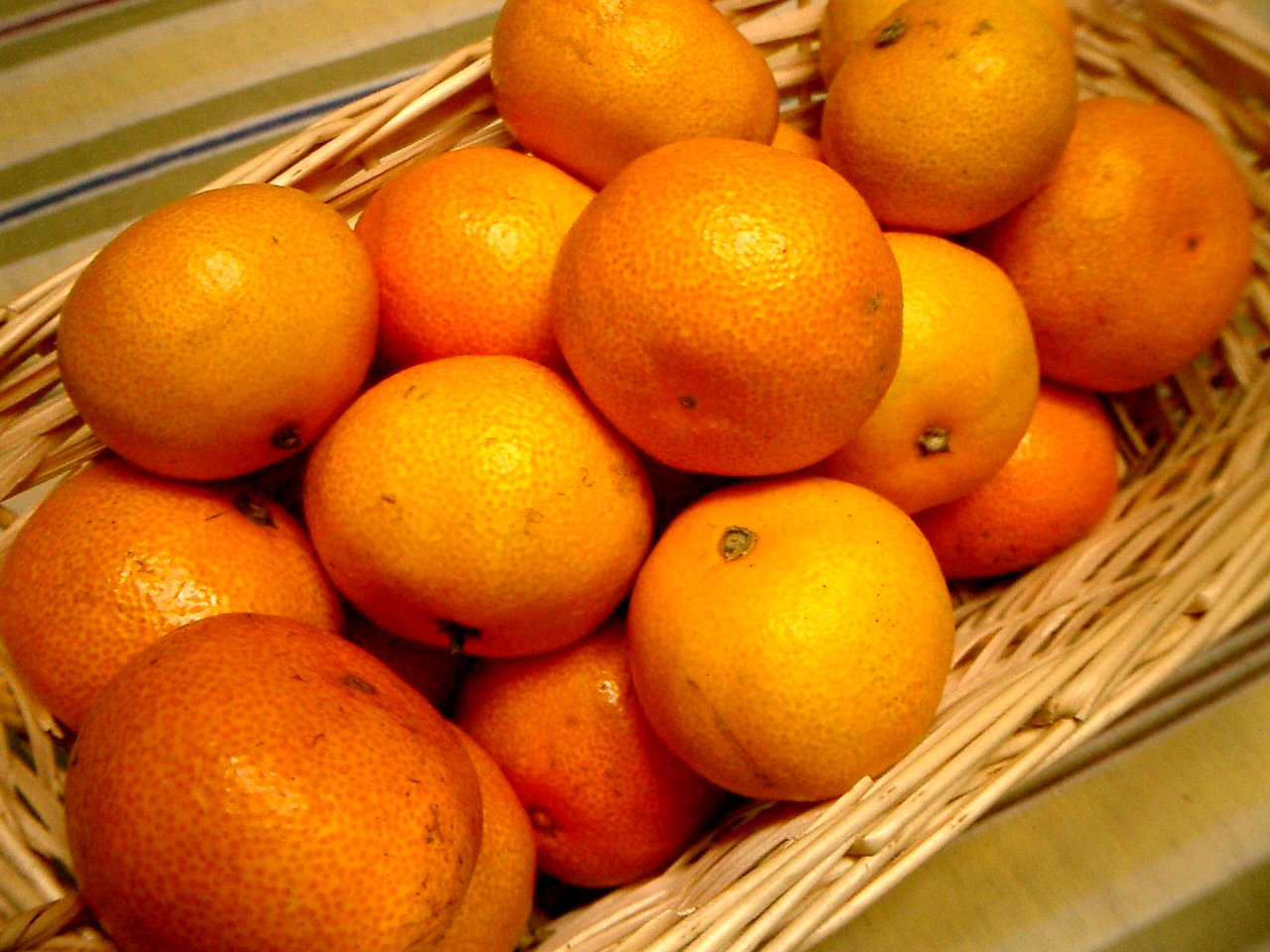
Satsuma-Früchte

Die Satsuma (japanisch 薩摩) (Citrus × unshiu) ist eine aus Südjapan stammende Zitruspflanze (Citrus). Sie bildet süße, fast kernlose und wenig saure Zitrusfrüchte. Die Satsuma ist nicht identisch mit der Mandarine (C. reticulata), obwohl ihre Früchte in Europa auch als „kernlose Mandarinen“ gehandelt werden. Satsuma-Bäume besitzen von den kommerziell wichtigen Zitrusfrüchten die größte Toleranz gegen niedrige Temperaturen und reifen relativ früh, ohne große Wärmesummen zu benötigen.

## Beschreibung
Die Satsuma wächst als kleiner, immergrüner Baum mit unregelmäßiger, ausgebreiteter Krone. Die Zweige hängen gelegentlich über und sind fast dornenlos. Die Blätter sind relativ groß, lanzettlich geformt, an beiden Enden spitz zulaufend, mit einer Träufelspitze. Der Blattstiel ist lang und verbreitert.
Die Frucht ist süß und normalerweise kernlos. Sie ist etwa von der Größe einer Mandarine, also kleiner als eine Orange. Die Fruchtschale lässt sich leicht ablösen. Das Innere ist in zehn bis zwölf Segmente unterteilt. Die Saftschläuche, die die Segmente ausfüllen, sind kurz und breit. Sie enthalten das orangefarbene Fruchtfleisch. Gelegentlich vorkommende Samen sind innen hellgrün.

## Benennung
In Japan wird sie Unshū Mikan (jap. 温州蜜柑), kurz Mikan (蜜柑) genannt. Der Name Unshū könnte sich auf die chinesische Region Wenzhou (veraltet auch: Wenchow) beziehen, obwohl die Satsuma früher nur in Japan bekannt war. In den USA heißt sie Satsuma Mandarin, in Großbritannien Satsuma Tangerine oder Satsuma Orange.
Die Erstbeschreibung der Satsuma als Art, von Wassili Markowitsch als Citrus unshiu, wurde 1921 veröffentlicht, wobei unshiu eine veraltete Umschrift zu Unshū ist. Der Artstatus war jedoch immer umstritten; teilweise wurde die Satsuma schon lange auch als Varietät oder Zuchtform der Mandarine (Citrus reticulata) angesehen. Daraus resultierten einige Synonyme als Varietät, etwa Citrus nobilis var. unshiu Swingle, Citrus reticulata var. unshiu Blanco oder als Sorte Citrus reticulata 'Unshiu'.

## Genetische Herkunft
Genetische Untersuchungen zeigen, dass die Satsuma vermutlich auf eine Kreuzung der Mandarinen-Varietäten Kunenbo und Kishuu mikan zurückgeht. Dabei ist Kishuu mikan der Spender des mütterlichen Genoms, wie sich an der unabhängig vom Kerngenom vererbten Chloroplasten-DNA erweist, die in beiden Linien identisch ist. Das Fehlen von Kernen (Samen) geht auf eine genetische Inkompatibilität zurück, die die Bildung von Pollen unterdrückt, so dass nur steriler Pollen gebildet wird und es nicht mehr zur geschlechtlichen Fortpflanzung kommen kann. Die verschiedenen Satsuma-Sorten und Zuchtlinien werden auf spontane Mutationen im vegetativen Sprossgewebe zurückgeführt, die bei der ungeschlechtlichen Vermehrung (über Pfropfung) abweichende Zuchtlinien begründen. Anders als bei der Clementine liegt also bei der Satsuma keine Einkreuzung von Orangen vor.
Die Mandarine (Citrus reticulata) selbst wird gewöhnlich als eine der drei Stammarten angesehen, auf die alle anderen Zitrusfrüchte durch Hybridisierung zurückgehen. Auch hier zeigen neuere genetische Untersuchungen, dass die Sachlage komplexer ist. Demnach ist auch in ursprünglichen Mandarinensorten Ostasiens, die bisher als Repräsentanten von Citrus reticulata galten, bereits Erbgut von Citrus maxima, der Pampelmuse, eingekreuzt worden. Da Mandarinen Samen auch über ungeschlechtliche Fortpflanzung (Apomixis) bilden, ist die genetische Variabilität aller Citrus-reticulata-Abkömmlinge relativ gering. Die tatsächliche Ursprungsart Citrus reticulata kann derzeit nur aus ihrem Genom in den Hybrid-Abkömmlingen rekonstruiert werden; sie ist entweder noch nicht sequenziert worden oder sogar ausgestorben. Alle sequenzierten Mandarinen erwiesen sich als genetisch sehr ähnlich (mit Ausnahme der chinesischen Mangshan, die unerwarteterweise eine bisher unerkannte Zitrusart, Citrus mangshanensis benannt, repräsentiert). Alle kultivierten Mandarinen gehen auf Hybridisierungen zurück.
Nach den genetischen Erkenntnissen handelt es sich also bei der Satsuma nicht um eine eigene Art, sondern um eine Zuchtlinie der Kulturmandarine, die auf Kreuzung verschiedener Mandarinensorten und eine Reihe unabhängiger somatischer Mutationen zurückgeht. Die Kulturmandarine selbst ist durch Einkreuzung des Erbguts der Pampelmuse gegenüber ihrer (in der Wildform unbekannten) Stammart genetisch verändert.

## Verbreitung

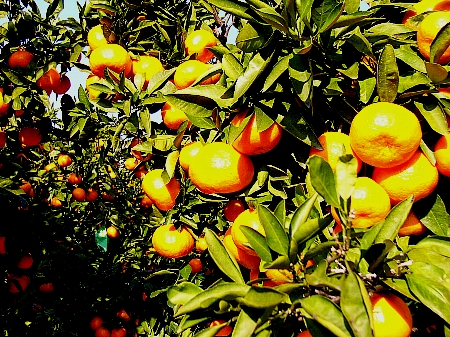
Satsuma-Hain

Für die Satsuma wird ein Ursprung in Japan angenommen, obwohl die genaue Herkunftsregion nicht nachgewiesen ist. Der Name Satsuma leitet sich ab von Satsuma, dem früheren Namen eines Territoriums in der heutigen Präfektur Kagoshima im Süden Japans. Ihr Anbau dort ist seit dem 17. Jahrhundert nachgewiesen. In Europa wurde sie zuerst im 19. Jahrhundert durch die Forschungsberichte des Naturforschers Philipp Franz von Siebold bekannt. Da sich der japanische Name für die Frucht vermutlich von demjenigen der chinesischen Provinz Wenzhou herleitet (vgl. oben), von wo zahlreiche ähnliche Zitrusfrüchte bekannt sind, nimmt man einen Ursprung in China an. Ein chinesischer Forscher bemerkte etwa die Ähnlichkeit zur chinesischen Mandarinen-Varietät Bendiguangju, die möglicherweise die Stammform der Satsuma gewesen ist. Diese ist genetisch nahe verwandt oder identisch mit der Kunenbo-Mandarine (Citrus nobilis var. kunip Tanaka).
Angebaut wird die Satsuma heute in Japan, Spanien, Zentral-China, Korea, der Türkei, am Schwarzen Meer in Russland, auf Sizilien, im südlichen Südafrika und in Südamerika. In Japan ist die Satsuma die wichtigste angebaute Zitrusfrucht, sie nimmt mit 45500 Hektar Anbaufläche 62,5 Prozent der Zitruskulturflächen ein (Stand: 2014).
In kleineren Mengen wird sie auch in Kalifornien und Nord-Florida gezogen, wo auch einige kleinere Ortschaften nach der Frucht benannt sind.

## Wirtschaftliche Bedeutung
Siehe Wirtschaftliche Bedeutung der Mandarine